# کیسورویل (نیویورک)
کیسورویل (به انگلیسی: Kysorville) یک منطقهٔ مسکونی در ایالات متحده آمریکا است که در نیویورک واقع شده‌است. کیسورویل ۱۱۰ نفر جمعیت دارد و ۱۸۹٫۸۹ متر بالاتر از سطح دریا واقع شده‌است.